# Vatnaöldur
Vatnaöldur, (isländskt uttal: [ˈvahtnaˌœltʏr̥]), är en serie av vulkankratrar i republiken Island. De ligger i Islands högland, nordväst om Veiðivötn och nordost om Landmannalaugar, inom kommunen Rangárþing ytra i regionen Suðurland. Kratrarna bildades under en serie utbrott i vulkansystemet Bárðarbunga runt år 877. Dessa utbrott, liksom de i angränsande Veiðivötn, var från cirka 65 kilometer till 42 kilometer långa vulkaniska sprickor. De huvudsakligen explosiva utbrotten släppte ut 5–10 km³ basalt.